# Duende zahorí
El duende zahorí es un enanito que a diferencia de la mayoría de los duendes, no se dedica a fastidiar con sus bromas a las gentes de Cantabria. La gente lo llama buscador milagroso o duende de las cosas perdidas, puesto que cuando algún cántabro pierde algo, lanza una invocación para que éste encuentre lo que ha extraviado:

Duende, duende, duendecito,
una cosa yo perdí;
duende, duende, duendecito,
compadécete de mí.
Dicho popular.

Si la persona que lo invoca es buena, el duende zahorí llega rápidamente y escucha con atención la descripción del objeto perdido y hace una indicación al que lo invocó para que le siga. Da muchos rodeos antes de dirigirse al lugar donde está el objeto y si ve que la persona empieza a impacientarse y a dudar de él desaparece de repente y luego, ya solo, recupera el objeto y se lo regala a algún necesitado.

## Descripción
Es un duende pequeño y moreno, de cara redonda, nariz larga y afilada, ojos negros y grandes y pelo rubio. Su voz es ronca, como si estuviera enfadado, pero en realidad es muy alegre y su risa es larga y burlona. Se viste con una zamarra roja y siempre anda corriendo de un lado a otro.